# Ликавит
Ликавито́с, Ликабетт (греч. Λυκαβηττός) — крутой каменистый холм конической формы в центре города Афины, столицы Греции. Высота — 263 метра над уровнем моря (по другим данным — 277 м). Доступ на холм обеспечивает фуникулёр, построенный в 1965 году.
Ранее холм назывался Айос-Еорьос, горой св. Георгия из-за расположенной на вершине холма одноимённой византийской церкви (Святого Георгия). Её возведение (XI—XII века) было связано с укреплением могущества Византии и христианства в результате балканских военных походов императора Василия II Болгаробойцы. Старые афиняне называли её церковью Святого Сидерея. В 1930 году здание было разрушено пожаром и восстановлено в 1931 году. На западном склоне находится часовня Айос-Исидорос (Святого Исидора). К открытому театру ведёт автомобильная дорога. На холме были построены подземные сооружения, в которых размещался штаб ПВО во время итало-греческой войны (1940—1941). Холм покрыт соснами, в прошлом — оливами.
Лингвисты считают, что название древнее. Исихий Александрийский пишет, что название происходит от «λυκοβατίας δρυμός» «роща, в которой живут волки» и происходит от волков, которые во множестве обитали на холмах Анхесма (Ἀγχεσμός, современные Турецкие холмы или Турковуния). По другой версии от выражения «εις ην πρώτη βαίνει η λύκη» (βαίνω «идти»), наступления темноты, то есть сумерек (λυκόφως).
По преданию Афина отправилась из своего святилища на Акрополе в Паллену, чтобы принести оттуда огромный камень и установить его на Акрополе как крепость. Ворона принёсла ей известие, что дочери Кекропса нарушили клятву и открыли ящик с Эрихтонием. В гневе Афина бросила камень и на этом месте образовался холм Ликавитос.
Из-за крутой формы холм был необитаемым. Использовался как карьер. В районе Колонаки находился большой резервуар для воды, вход в который сохранился до XVIII века. К югу от холма находился акведук, возведённый при императоре Адриане (117—138) и уничтоженный в XIII веке.